# 恐怖旅馆626
《恐怖旅馆626》是由恐怖旅馆626制作组创造的一款真人版探索类游戏。

## 玩法
玩家扮演一个睡醒后，发现自己正躺着一个陌生的旅馆里的人，出于警觉，主角认为旅馆里的一切都十分的不安全，于是他便简单的穿上了衣服，跑出了屋子。但是屋外的四周却安静的可怕。
游戏是以第一人称为方式进行冒险。
并且这个游戏只能在晚上六点到早上六点才能玩。

## 情节
男主醒来后，他发现自己正躺在一个陌生的旅馆里，出于警觉，他决定离开这里，但是离开这里的时候，他却遇到了很多诡异的事情，
最后，在他的努力下，他终于离开了这家旅馆，但是，当他刚上车准备逃跑的时候，却发现车后有一个人……

## 开发与影响
2012年，该游戏因故停止运营。它曾带动了旅游业发展。